# Acción Social y Sindical Internacionalista
Acción Social y Sindical Internacionalista (ASSI) fue fundada en mayo de 2008 en Zaragoza por un grupo de militantes sociales y sindicales de base. Su trabajo parte de una concepción horizontal, participativa y asamblearia de la acción política, desde una perspectiva social integral que no reduce los márgenes del conflicto a los ámbitos sindical o estatal. ASSI es una organización para la acción social y sindical internacionalista, anticapitalista y libertaria.

## Principales áreas de actuación

### Social
En el área social esta organización se ha caracterizado por la lucha contra la militarización, las privatizaciones, la especulación o la restricción de los derechos de los inmigrantes.

### Sindical
La presencia sindical de esta organización se puede encontrar en sectores como la sanidad, la educación (especialmente secundaria y universitaria) y la intervención social.

### Internacional
- En América Latina: Los vínculos con los Zapatistas, los colombianos y los indígenas mapuches son los más fuertes.
- En Europa: ASSI ha colaborado con la Confédération nationale du travail (France) y mantiene relaciones con otras organizaciones anarcosindicalistas como la Freie Arbeiter-Union o la Unione Sindacale Italiana
- En Oriente Medio: La acción de solidaridad se centra especialmente en Palestina.